# Poitevin (cavalo)
O poitevin, também chamado pictavo, mulassier (aquele que "faz" mulas), poitevin mulassier, trait mulassier e cheval du Poitou, é um cavalo de tração da região do Poitou na França. Trata-se de uma raça que produz cavalos de forte ossatura, conhecidos por seu temperamento calmo. A raça apresenta uma gama ampla de pelagens, que são resultado de cruzamentos ao longo do tempo com diversas outras raças de cavalo de tração européias, e é a única raça de cavalo francesa que pode apresentar coloração baia. Atualmente, poitevins são usados principalmente para tração, mas em alguns casos podem também ser usados para equitação ou equoterapia.

## Características

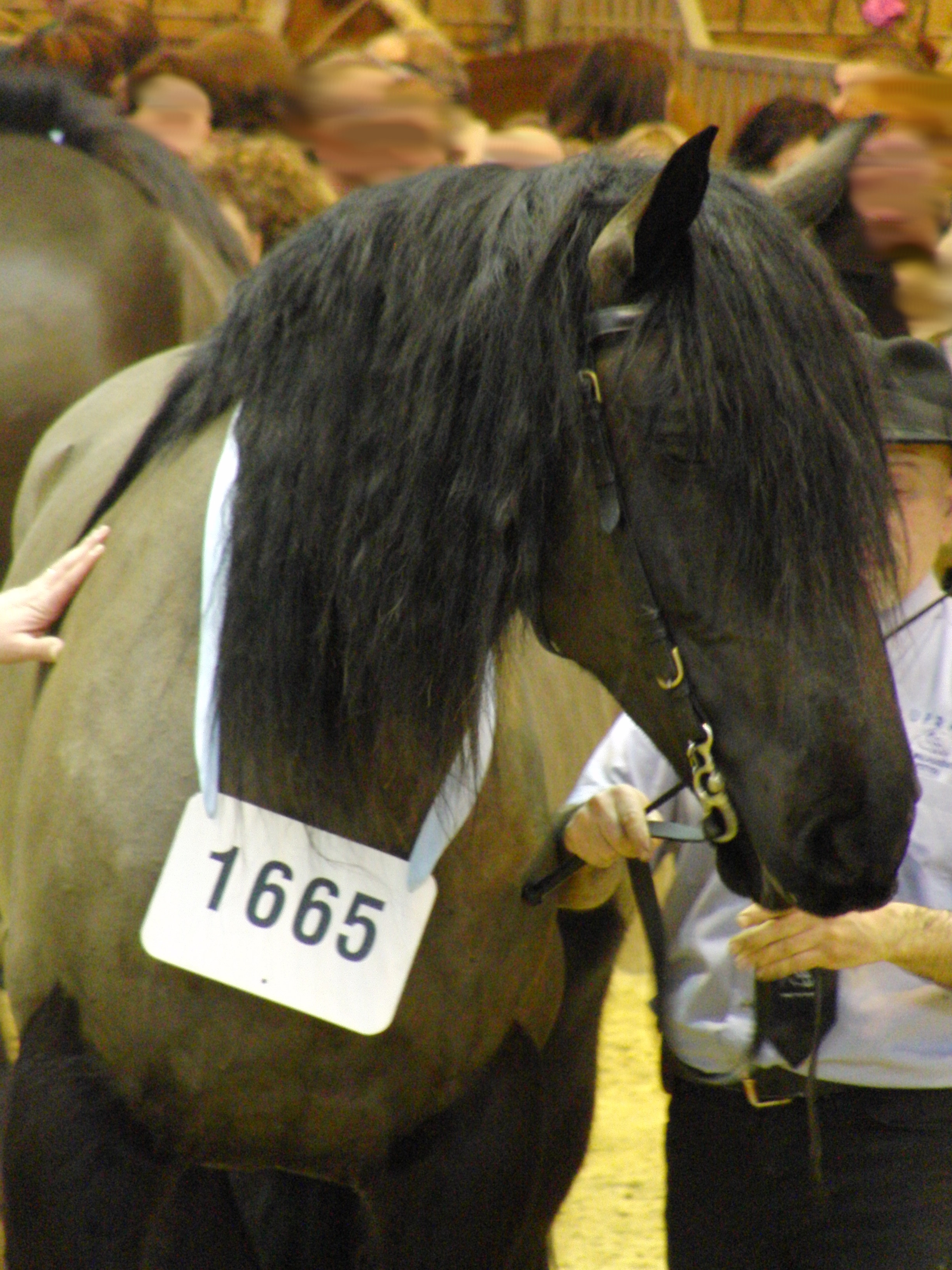
Cabeça e peitoral

O corpo do poitevin é relativamente delgado para um cavalo de tração, mas mais longo que boa parte das raças francesas. Pode chegar a uma altura de 160 a 175 cm, com garanhões atingindo em média 168 cm e éguas 155 cm na altura da cernelha. A pesada argila e os ricos minerais de sua terra natal ajudaram a raça a desenvolver uma forte ossatura, e poitevins levam um tempo considerável grande para atingir maturidade plena, em média cerca de 6 a 7 anos.

## História
A raça poitevin foi criada na região francesa de Poitou, especialmente em Luçon, La Rochelle, Melle e Niort. Ela foi desenvolvida através de uma mistura de seleção artificial e natural, que privilegiou a adaptação às características da região em que a raça habita. Embora seja uma raça de tração, ela nunca foi selecionada artificialmente especificamente para essa finalidade, e de fato nunca foi popular para esse uso especifico.